# Нагоев, Юрий Мухамедович
Ю́рий Мухаме́дович Наго́ев (1954) — советский футболист, защитник.

## Карьера

### Клубная
Профессиональную карьеру начал в 1973 году в «Дружбе» из Майкопа, которая выступала во Второй союзной лиге. Во время службы в рядах вооружённых сил СССР играл за ростовский СКА, за который отыграл 5 матчей в Высшей лиге, однако в 1975 году клуб покинул высший эшелон советского футбола, в Первой лиге Нагоев отыграл лишь два матча, после чего вернулся в родную «Дружбу», которой руководил Анатолий Пономарёв. В 1979 году пробовал свои силы в грозненском «Тереке», однако за клуб так и не провёл ни одного матча, вскоре вернувшись в Адыгею. За «Дружбу» играл вплоть до 1989 года.

### Тренерская
После окончания футбольной карьеры Юрий Нагоев стал тренером, однако взрослые команды ему тренировать не удалось. В 2004 году будучи тренером ДЮКФП Белореченска, он вошёл в десятку лучших тренеров детско-юношеских команд Краснодарского края. В настоящее время работает в филиале ЦПР клуба «Краснодар» в том же Белореченске, готовя детей 2000 и 2001 года рождения.